# Porgi
Ne doit pas être confondu avec Porgy.
Porgi est une île d'Estonie dans le Väinameri en mer Baltique.

## Géographie
Elle est située au sud de Tauksi et fait partie de la commune de Ridala.